# Essener Turnerbund Schwarz-Weiß Fussball 1975-1976
Questa voce raccoglie le informazioni riguardanti l'Essener Turnerbund Schwarz-Weiß Fussball nelle competizioni ufficiali della stagione 1975-1976.

## Stagione
Nella stagione 1975-1976 il Schwarz Weiss Essen, allenato da Hubert Schieth, concluse il campionato di 2. Bundesliga al 7º posto. In Coppa di Germania il Schwarz Weiss Essen fu eliminato agli ottavi di finale dal Colonia.

## Rosa
| N. |                     | Ruolo | Calciatore                 |
| -- | ------------------- | ----- | -------------------------- |
|    | Germania (bandiera) | P     | Fred Rosenkranz            |
|    | Germania (bandiera) | P     | Hans Wulf                  |
|    | Germania (bandiera) | D     | Eckhard Berlau-Kirschstein |
|    | Germania (bandiera) | D     | Jürgen Elm                 |
|    | Germania (bandiera) | D     | Thomas Hörster             |
|    | Germania (bandiera) | D     | Dietmar Klinger            |
|    | Germania (bandiera) | D     | Franz-Josef Laufer         |
|    | Germania (bandiera) | D     | Günter Leufgen             |
|    | Germania (bandiera) | D     | Roland Mattner             |
|    | Germania (bandiera) | D     | Detlef Wiemers             |
|    | Germania (bandiera) | D     | Horst Willmsen             |
|    | Germania (bandiera) | C     | Klaus Albert               |

| N. |                     | Ruolo | Calciatore         |
| -- | ------------------- | ----- | ------------------ |
|    | Germania (bandiera) | C     | Herbert Bals       |
|    | Germania (bandiera) | C     | Hans-Gerd Florian  |
|    | Germania (bandiera) | C     | Udo Lasch          |
|    | Germania (bandiera) | C     | Manfred Nieswandt  |
|    | Germania (bandiera) | C     | Günther Riepert    |
|    | Germania (bandiera) | C     | Udo Schorning      |
|    | Germania (bandiera) | C     | Hans-Jürgen Zimmer |
|    | Germania (bandiera) | C     | Herbert Zimmer     |
|    | Germania (bandiera) | A     | Hans Fritsche      |
|    | Germania (bandiera) | A     | Jürgen Nabrotzki   |
|    | Germania (bandiera) | A     | Uwe Reinders       |
|    | Germania (bandiera) | A     | Dieter Schulitz    |

## Organigramma societario
Area tecnica
- Allenatore: Hubert Schieth
- Allenatore in seconda:
- Preparatore dei portieri:
- Preparatori atletici:

## Calciomercato

### Sessione estiva
| Acquisti | Acquisti        | Acquisti                      | Acquisti |
| R.       | Nome            | da                            | Modalità |
| -------- | --------------- | ----------------------------- | -------- |
| D        | Dietmar Klinger | Schwarz-Weiß Essen (juniores) |          |
| C        | Udo Lasch       | Wattenscheid 09               |          |

| Cessioni | Cessioni        | Cessioni  | Cessioni |
| R.       | Nome            | a         | Modalità |
| -------- | --------------- | --------- | -------- |
| A        | Pille Gecks     | BW Wulfen |          |
| A        | Peter Szech     | VfR Neuss |          |
| C        | Holger Trimhold | Bochum    |          |

### Sessione invernale
| Acquisti | Acquisti | Acquisti | Acquisti |
| R.       | Nome     | da       | Modalità |
| -------- | -------- | -------- | -------- |

| Cessioni | Cessioni | Cessioni | Cessioni |
| R.       | Nome     | a        | Modalità |
| -------- | -------- | -------- | -------- |

## Risultati

### 2. Bundesliga

#### Girone di andata
| Arbitro: | Glasneck |

|                                     |           |  |
| Wloka 15’ Hammes 36’ Jendrossek 75’ | Marcatori |  |

| Arbitro: | Rieb |

|                            |           |  |
| Fritsche 28’ Nabrotzki 68’ | Marcatori |  |

| Arbitro: | Wichmann |

|                                  |           |                         |
| Müller 11’ Linßen 14’ Struth 16’ | Marcatori | 42’ Fritsche 43’ Zimmer |

| Arbitro: | Ohmsen |

|                                         |           |              |
| Fritsche 40’ Schulitz 43’ Nabrotzki 85’ | Marcatori | 15’ Tenbrink |

| Arbitro: | Zittrich |

|  |           |             |
|  | Marcatori | 83’ Riepert |

| Arbitro: | Waltert |

|                          |           |  |
| Fritsche 76’ (rig.), 90’ | Marcatori |  |

| Arbitro: | Porta |

|                     |           |  |
| Blau 25’ Pleyer 75’ | Marcatori |  |

| Arbitro: | Lüling |

|                                      |           |  |
| Nabrotzki 12’ Fritsche 20’, 72’, 81’ | Marcatori |  |

| Arbitro: | Risse |

|  |           |                        |
|  | Marcatori | 16’ Berlau-Kirschstein |

| Arbitro: | Bartnick |

|              |           |              |
| Fritsche 65’ | Marcatori | 84’ Krawczyk |

| Arbitro: | Heitmann |

|                                       |           |             |
| Zimmer 22’ Fritsche 30’, 70’ Bals 68’ | Marcatori | 90’ Ochmann |

| Arbitro: | Wippker |

|            |           |                       |
| Srowig 12’ | Marcatori | 22’ Fritsche 67’ Bals |

| Arbitro: | Wahmann |

|                        |           |  |
| Hörster 81’ Zimmer 89’ | Marcatori |  |

| Arbitro: | Eggers |

|                                           |           |                               |
| Liedtke 11’, 19’ Fischer 15’ Ivangean 78’ | Marcatori | 10’, 46’ Riepert 55’ Fritsche |

| Arbitro: | Gremmler |

|                      |           |                           |
| Leufgen 57’ Bals 66’ | Marcatori | 74’ Bittlmayer 87’ Eggert |

| Arbitro: | Reichmann |

|                         |           |                               |
| Gerber 38’ Berghaus 57’ | Marcatori | 63’ (aut.) Redder 72’ Hörster |

| Arbitro: | Fork |

|                                           |           |          |
| Willmsen 11’ Fritsche 17’, 54’ Zimmer 36’ | Marcatori | 32’ Bone |

| Arbitro: | Hövel |

|                               |           |             |
| Willmsen 26’ (aut.) Fagot 49’ | Marcatori | 5’ Willmsen |

| Arbitro: | Kindervater |

|             |           |  |
| Willmsen 7’ | Marcatori |  |

#### Girone di ritorno
| Arbitro: | Meijerink |

|                                |           |            |
| Zimmer 55’ Bals 86’ Laufer 88’ | Marcatori | 89’ Krause |

| Arbitro: | Hanschke |

|  |           |                                 |
|  | Marcatori | 46’ Leufgen 90’ (rig.) Fritsche |

| Arbitro: | Risse |

|          |           |                 |
| Bals 25’ | Marcatori | 6’ Hattenberger |

| Arbitro: | Kohnen |

|  |           |            |
|  | Marcatori | 58’ Zimmer |

| Arbitro: | Teichert |

|                                |           |            |
| Leufgen 13’ Nabrotzki 83’, 85’ | Marcatori | 43’ Zippel |

| Arbitro: | Hennig |

|             |           |  |
| Schmitz 70’ | Marcatori |  |

| Arbitro: | Rieb |

|  |           |                     |
|  | Marcatori | 63’ Kaczor 85’ Blau |

| Arbitro: | Gabriel |

|                            |           |            |
| Höfert 54’ (rig.) John 83’ | Marcatori | 35’ Zimmer |

| Arbitro: | Lüling |

|                           |           |            |
| Fritsche 25’ Schulitz 35’ | Marcatori | 66’ Posner |

| Arbitro: | Oltmann |

|            |           |                            |
| Zindel 16’ | Marcatori | 56’ Fritsche 65’ Nabrotzki |

| Arbitro: | Leyding |

|                     |           |  |
| Elgert 77’ Abel 85’ | Marcatori |  |

| Arbitro: | Lutz |

|                          |           |                      |
| Fritsche 34’ Hörster 61’ | Marcatori | 70’ Lienen 84’ Graul |

| Arbitro: | Niemann |

|                           |           |  |
| Mühlenberg 27’ Schock 31’ | Marcatori |  |

| Arbitro: | Hövel |

|                            |           |              |
| Fritsche 19’, 85’ Bals 82’ | Marcatori | 76’ Ivangean |

| Arbitro: | Horstmann |

|                                             |           |          |
| Sprenger 18’, 61’ Jakobs 51’ Berkemeier 66’ | Marcatori | 59’ Bals |

| Arbitro: | Risse |

|               |           |                     |
| Bals 59’, 83’ | Marcatori | 3’ Budde 87’ Lausen |

| Arbitro: | Rieb |

|                                      |           |            |
| Kraus 45’ (rig.) Osieck 55’ Bone 67’ | Marcatori | 75’ Zimmer |

| Arbitro: | Fork |

|                       |           |  |
| Fritsche 12’ Bals 39’ | Marcatori |  |

| Arbitro: | Redelfs |

|                              |           |  |
| Geyer 12’ Hartl 63’ Wolf 80’ | Marcatori |  |

### Coppa di Germania
| Arbitro: | Hilker |

|                         |           |                   |
| Lasch 79’ Fritsche 107’ | Marcatori | 7’ (aut.) Hörster |

| Arbitro: | Kohnen |

|                                      |           |  |
| Bals 10’, 18’ Berlau-Kirschstein 64’ | Marcatori |  |

| Arbitro: | Boe |

|                        |           |                      |
| Möhlmann 6’ Kaczor 82’ | Marcatori | 48’ Bals 83’ Hörster |

| Arbitro: | Wohlfarth |

|                                      |           |                        |
| Fritsche 43’ Schulitz 67’ Zimmer 75’ | Marcatori | 41’ Blau 56’ Deterding |

| Arbitro: | Gabor |

|          |           |            |
| Bals 70’ | Marcatori | 30’ Müller |

| Arbitro: | Lutz |

|              |           |  |
| Neumann 111’ | Marcatori |  |

## Statistiche

### Statistiche di squadra
| Competizione      | Punti | In casa | In casa | In casa | In casa | In casa | In casa | In trasferta | In trasferta | In trasferta | In trasferta | In trasferta | In trasferta | Totale | Totale | Totale | Totale | Totale | Totale | DR  |
| Competizione      | Punti | G       | V       | N       | P       | Gf      | Gs      | G            | V            | N            | P            | Gf           | Gs           | G      | V      | N      | P      | Gf     | Gs     | DR  |
| ----------------- | ----- | ------- | ------- | ------- | ------- | ------- | ------- | ------------ | ------------ | ------------ | ------------ | ------------ | ------------ | ------ | ------ | ------ | ------ | ------ | ------ | --- |
| 2. Bundesliga     | 44    | 19      | 13      | 5       | 1       | 43      | 17      | 19           | 6            | 1            | 12           | 20           | 35           | 38     | 19     | 6      | 13     | 63     | 52     | +11 |
| Coppa di Germania | -     | 4       | 3       | 1       | 0       | 9       | 4       | 2            | 0            | 1            | 1            | 2            | 3            | 6      | 3      | 2      | 1      | 11     | 7      | +4  |
| Totale            | 44    | 23      | 16      | 6       | 1       | 52      | 21      | 21           | 6            | 2            | 13           | 22           | 38           | 44     | 22     | 8      | 14     | 74     | 59     | +15 |

### Andamento in campionato
| Giornata  | 1  | 2  | 3  | 4  | 5 | 6 | 7 | 8 | 9 | 10 | 11 | 12 | 13 | 14 | 15 | 16 | 17 | 18 | 19 | 20 | 21 | 22 | 23 | 24 | 25 | 26 | 27 | 28 | 29 | 30 | 31 | 32 | 33 | 34 | 35 | 36 | 37 | 38 |
| --------- | -- | -- | -- | -- | - | - | - | - | - | -- | -- | -- | -- | -- | -- | -- | -- | -- | -- | -- | -- | -- | -- | -- | -- | -- | -- | -- | -- | -- | -- | -- | -- | -- | -- | -- | -- | -- |
| Luogo     | T  | C  | T  | C  | T | C | T | C | T | C  | C  | T  | C  | T  | C  | T  | C  | T  | C  | C  | T  | C  | T  | C  | T  | C  | T  | C  | T  | T  | C  | T  | C  | T  | C  | T  | C  | T  |
| Risultato | P  | V  | P  | V  | V | V | P | V | V | N  | V  | V  | V  | P  | N  | N  | V  | P  | V  | V  | V  | N  | V  | V  | P  | P  | P  | V  | V  | P  | N  | P  | V  | P  | N  | P  | V  | P  |
| Posizione | 17 | 14 | 16 | 13 | 9 | 6 | 7 | 5 | 5 | 6  | 5  | 4  | 2  | 5  | 6  | 5  | 4  | 4  | 4  | 4  | 2  | 3  | 2  | 1  | 3  | 5  | 5  | 3  | 3  | 3  | 4  | 6  | 5  | 6  | 5  | 7  | 5  | 7  |

Legenda:

Luogo: C = Casa; T = Trasferta. Risultato: V = Vittoria; N = Pareggio; P = Sconfitta.

### Statistiche dei giocatori
| Giocatore             | 2. Bundesliga | 2. Bundesliga | 2. Bundesliga | 2. Bundesliga | Coppa di Germania | Coppa di Germania | Coppa di Germania | Coppa di Germania | Totale   | Totale | Totale      | Totale     |
| Giocatore             | Presenze      | Reti          | Ammonizioni   | Espulsioni    | Presenze          | Reti              | Ammonizioni       | Espulsioni        | Presenze | Reti   | Ammonizioni | Espulsioni |
| --------------------- | ------------- | ------------- | ------------- | ------------- | ----------------- | ----------------- | ----------------- | ----------------- | -------- | ------ | ----------- | ---------- |
| K. Albert             | 34            | 0             | 3             | 0             | 6                 | 0                 | 1                 | 0                 | 40       | 0      | 4           | 0          |
| H. Bals               | 36            | 10            | 2             | 0             | 5                 | 4                 | 1                 | 0                 | 41       | 14     | 3           | 0          |
| E. Berlau-Kirschstein | 25            | 1             | 4             | 1             | 6                 | 1                 | 0                 | 0                 | 31       | 2      | 4           | 1          |
| J. Elm                | 19            | 0             | 2             | 0             | 1                 | 0                 | 0                 | 0                 | 20       | 0      | 2           | 0          |
| H. Florian            | 3             | 0             | 0             | 0             | 0                 | 0                 | 0                 | 0                 | 3        | 0      | 0           | 0          |
| H. Fritsche           | 35            | 22            | 5             | 0             | 4                 | 2                 | 0                 | 0                 | 39       | 24     | 5           | 0          |
| T. Hörster            | 27            | 3             | 0             | 0             | 6                 | 1                 | 1                 | 0                 | 33       | 4      | 1           | 0          |
| D. Klinger            | 1             | 0             | 0             | 0             | 0                 | 0                 | 0                 | 0                 | 1        | 0      | 0           | 0          |
| U. Lasch              | 19            | 0             | 0             | 0             | 3                 | 1                 | 1                 | 0                 | 22       | 1      | 1           | 0          |
| F. Laufer             | 33            | 1             | 1             | 0             | 5                 | 0                 | 0                 | 0                 | 38       | 1      | 1           | 0          |
| G. Leufgen            | 34            | 3             | 8             | 0             | 6                 | 0                 | 1                 | 0                 | 40       | 3      | 9           | 0          |
| R. Mattner            | 0             | 0             | 0             | 0             | 0                 | 0                 | 0                 | 0                 | 0        | 0      | 0           | 0          |
| J. Nabrotzki          | 35            | 6             | 0             | 0             | 4                 | 0                 | 1                 | 0                 | 39       | 6      | 1           | 0          |
| M. Nieswandt          | 0             | 0             | 0             | 0             | 0                 | 0                 | 0                 | 0                 | 0        | 0      | 0           | 0          |
| U. Reinders           | 0             | 0             | 0             | 0             | 0                 | 0                 | 0                 | 0                 | 0        | 0      | 0           | 0          |
| G. Riepert            | 23            | 3             | 0             | 0             | 5                 | 0                 | 0                 | 0                 | 28       | 3      | 0           | 0          |
| F. Rosenkranz         | 0             | 0             | 0             | 0             | 0                 | 0                 | 0                 | 0                 | 0        | 0      | 0           | 0          |
| U. Schorning          | 0             | 0             | 0             | 0             | 0                 | 0                 | 0                 | 0                 | 0        | 0      | 0           | 0          |
| D. Schulitz           | 33            | 2             | 3             | 0             | 6                 | 1                 | 0                 | 0                 | 39       | 3      | 3           | 0          |
| D. Wiemers            | 0             | 0             | 0             | 0             | 0                 | 0                 | 0                 | 0                 | 0        | 0      | 0           | 0          |
| H. Willmsen           | 16            | 3             | 1             | 0             | 4                 | 0                 | 0                 | 0                 | 20       | 3      | 1           | 0          |
| H. Wulf               | 38            | 0             | 0             | 0             | 6                 | 0                 | 0                 | 0                 | 44       | 0      | 0           | 0          |
| H. Zimmer             | 32            | 2             | 2             | 0             | 4                 | 0                 | 0                 | 0                 | 36       | 2      | 2           | 0          |
| H. Zimmer             | 35            | 6             | 2             | 0             | 6                 | 1                 | 0                 | 0                 | 41       | 7      | 2           | 0          |